# Sanne Hoekstra
Sanne Hoekstra (* 5. Mai 1992 in Winschoten, Niederlande) ist eine ehemalige niederländische Handballspielerin.

## Karriere
Sanne Hoekstra begann das Handballspielen beim niederländischen Verein HV Blue Stars und wechselte später zum niederländischen Erstligisten E&O Emmen, mit dem sie in den Spielzeiten 2008/09 am EHF-Pokal sowie 2010/11 am Europapokal der Pokalsieger teilnahm. In der Saison 2009/10 lief die Außenspielerin zusätzlich für das nationale Ausbildungsteam HandbalAcademie auf, mit dem sie am EHF Challenge Cup teilnahm. Im Jahre 2011 nahm sie der deutsche Zweitligist SG Handball Rosengarten unter Vertrag. Hoekstra absolvierte im Sommer 2012 ein Probetraining beim dänischen Erstligisten Aalborg DH, blieb jedoch dem Kader der SG Handball Rosengarten erhalten. In der Saison 2013/14 war Hoekstra zusätzlich per Zweitspielrecht für den deutschen Bundesligisten Buxtehuder SV spielberechtigt, bei dem sie die verletzten Linksaußenspielerinnen Lone Fischer und Sina Ritter ersetzte. Im Sommer 2014 wechselte sie zum deutschen Zweitligisten HSG Bensheim/Auerbach. Mit der HSG Bensheim/Auerbach stieg sie 2017 in die Bundesliga auf. Nach der Saison 2019/20 beendete sie ihre Karriere.
Hoekstra bestritt am 9. Oktober 2014 bei einem Turnier in Tunesien ihr erstes Länderspiel für die niederländische Nationalmannschaft. Während der Weltmeisterschaft 2015 wurde sie für die verletzte Martine Smeets nachnominiert und gewann die Silbermedaille. Im Turnierverlauf erzielte sie 4 Treffer in 5 Partien.